# Ustawa Wilczka
Ustawa Wilczka – potoczne określenie ustawy z dnia 23 grudnia 1988 r. o działalności gospodarczej opracowanej według projektu ministra przemysłu Mieczysława Wilczka i premiera Mieczysława Rakowskiego uchwalonej przez Sejm PRL IX kadencji. Ustawa obowiązywała od 1 stycznia 1989 do 31 grudnia 2000 i regulowała w sposób liberalny działalność gospodarczą.
Funkcjonowała na zasadach: „co nie jest zakazane, jest dozwolone” i „pozwólcie działać” (zob. leseferyzm, z fr. laissez faire, laissez passer). Po kilku nowelizacjach została zastąpiona ustawą – Prawo działalności gospodarczej, która weszła w życie 1 stycznia 2001.
Pierwotnie ustawa składała się z 54 artykułów, usystematyzowanych w 6 rozdziałów.

## Działalność koncesjonowana
Zgodnie z ustawą, uzyskania koncesji wymagało podjęcie działalności gospodarczej w zakresie:
1. wydobywania kopalin podlegających prawu górniczemu oraz poszukiwania złóż tych kopalin
2. przetwórstwa i obrotu metalami szlachetnymi i kamieniami szlachetnymi
3. wytwarzania i obrotu materiałami wybuchowymi, bronią i amunicją
4. wytwarzania środków farmaceutycznych, odurzających i psychotropowych, artykułów sanitarnych oraz substancji trujących
5. wyrobu, oczyszczania i odwadniania spirytusu oraz wydzielania spirytusu z innego wytworu, a także wyrobu wódek
6. wytwarzania wyrobów tytoniowych
7. transportu morskiego, lotniczego oraz wykonywania innych usług lotniczych
8. prowadzenia aptek
9. obrotu z zagranicą towarami i usługami, określonymi w drodze rozporządzenia Ministra Współpracy Gospodarczej z Zagranicą
10. obrotu dobrami kultury powstałymi przed 9 maja 1945 r.
11. usług ochrony osób i mienia, detektywistycznych oraz w sprawach paszportowych.

W późniejszym czasie liczba działalności koncesjonowanej wzrosła z 11 do 24.

## Nowelizacje
Ustawę znowelizowano wielokrotnie (i wprowadzono zmiany aż 40 razy). Większymi nowelizacjami były ustawy: z 6 kwietnia 1990, z 16 października 1991 i z 16 lutego 1996. Większość zmian prowadziła do ograniczenia wolności gospodarczej.

## Tło historyczne

### PRL w latach 80.
Lata 80. XX wieku były dla Polski latami kryzysu gospodarczego. Wraz ze spadkiem dynamiki wzrostu gospodarczego od drugiej połowy lat 70. i rosnącym zadłużeniem zagranicznym (ok. 24 mld dolarów) pogarszała się sytuacja gospodarcza w kraju. 1 lipca 1980 władze ogłosiły podwyżki cen żywności. Było to bezpośrednim impulsem do wybuchu masowych strajków w lipcu i sierpniu 1980, które zakończyły się podpisaniem porozumień społecznych, w których zaakceptowano postulaty protestujących robotników, m.in. zgoda na tworzenie związków zawodowych.
W 1981 roku rząd gen. Jaruzelskiego poinformował Klub Paryski o wstrzymaniu spłat zadłużenia zagranicznego w wysokości 25,5 miliardów USD oraz 3,1 miliardów rubli transferowych (ok. 2,5 miliarda USD) z powodu niewypłacalności PRL, co w konsekwencji powodowało jego dalszy wzrost. W 1981 wprowadzono stan wojenny, co jeszcze bardziej zaszkodziło gospodarce. Po zniesieniu stanu wojennego wprowadzano od 1982 nieskutecznie reformę gospodarczą.

### Gospodarka Polski Ludowej
Gospodarka Polski Ludowej była ściśle związana z ustrojem panującym w Polsce Ludowej w latach 1945–1989, wzorowanym na rozwiązaniach radzieckich. Główną jego cechą było podporządkowanie gospodarki celom politycznym. Gospodarka oparta była w tym okresie na społecznej własności środków produkcji, co umożliwiało centralne planowanie – tworzono państwowe gospodarstwa rolne (PGR), wprowadzono państwowy monopol w handlu zagranicznym.
Rozwój gospodarczy opierał się na dokonanych zasadniczych reformach społecznych. Zasadniczym narzędziem sprawowania kontroli nad gospodarką był system planów gospodarczych. Szczególne znaczenie miał przy tym plan 3-letni (1947–1949) – reforma rolna, nacjonalizacja przemysłu i zasiedlanie tzw. Ziem Odzyskanych. Wprowadzano plany wieloletnie, m.in. plan 3-letni (1947–1949) – odbudowy gospodarczej, plan 6-letni (1950–1955) – rozwoju gospodarczego i budowy podstaw socjalizmu oraz plany pięcioletnie z 1956–1960 – o kontynuowaniu polityki uprzemysłowienia, 1961–1965 – o dalszym rozwoju gospodarki narodowej, 1966–1970 – o kontynuacji polityki industrialnej kraju.

### Okoliczności uchwalenia
Sytuacja społeczno-gospodarcza pod koniec lat 80. XX wieku wymagała radykalnych i natychmiastowych zmian. Rządzący zdawali sobie sprawę z narastającego niezadowolenia społecznego i obawiali się, aby nie doszło do rozruchów na tle gospodarczym. Nomenklatura była świadoma tego, że społeczeństwo nie wierzy w proponowane przez nią reformy.

### Skutki gospodarcze
Ustawa pozwoliła Polsce przejść od gospodarki niedoboru do gospodarki wolnorynkowej i dokonać cudu gospodarczego końca XX wieku. Ustawa umożliwiła każdemu obywatelowi PRL podejmowanie i prowadzenie działalności gospodarczej na równych prawach, co m.in. spowodowało aktywizację drobnych przedsiębiorców. W połączeniu z zastąpieniem gospodarki planowej centralnie sterowanej systemem gospodarki wolnorynkowej w efekcie zaowocowała dużą dynamiką gospodarczą na samym początku lat 90. XX wieku.
Fragmenty:
Art. 1 „Podejmowanie i prowadzenie działalności gospodarczej jest wolne i dozwolone każdemu na równych prawach, z zachowaniem warunków określonych przepisami prawa”.
Art. 4 „Podmioty gospodarcze mogą w ramach prowadzonej działalności gospodarczej dokonywać czynności i działań, które nie są przez prawo zabronione”.

## Opinie niektórych ekonomistów
- Andrzej Sadowski: Ustawa Mieczysława Wilczka jest do tej pory niedoścignionym wzorem ustawy, dającej najwięcej wolności gospodarczej polskim przedsiębiorcom. Co jest zaskakujące, jest zgodna z polskimi zobowiązaniami wobec UE[10].

- Adam Sofuł: Niewielka to była ustawa – raptem 55 artykułów, ale potwierdza tezę, że małe jest piękne. 55 artykułów dało polskiej przedsiębiorczości i polskiej gospodarce takiego kopa, że dzisiejsze wielostronicowe kolejne nowelizacje ustawy o wolności gospodarczej nie dorastają jej do pięt. Może dlatego, że wolność mają tylko w tytule, ale nie w zawartości[11].

- Elżbieta Mączyńska-Ziemacka: Zapomniano o starorzymskiej zasadzie, że nie wszystko, co dozwolone prawem, jest uczciwe[12].

## Wyróżnienia
29 grudnia 2008 Centrum im. Adama Smitha – instytut działający na rzecz wolnego rynku, uhonorował Mieczysława Wilczka tytułem „Jego Przedsiębiorczości”.